# Cefalea tensional
La cefalea tensional es un tipo de dolor de cabeza opresivo, de intensidad leve o moderada, que habitualmente no impide hacer una vida normal. También conocida como cefalea por estrés o cefalea de tipo tensional  (CTT), es la más común de los dolores de cabeza. El dolor puede extenderse desde la parte inferior de la cabeza, cuello, ojos y otros grupos de músculos en el cuerpo, afectando típicamente ambos lados de la cabeza.
Representa cerca del  90% de todos los dolores de cabeza.
Medicamentos para el dolor, como la aspirina e ibuprofeno, son efectivos en el tratamiento de esta afección. Los antidepresivos tricíclicos parecen ser útiles en su prevención. Existe poca evidencia en el uso de ISRS, propranolol y relajantes musculares.
Hasta 2016, afectó a 1. 89 mil millones de personas, siendo más común en mujeres que en hombres (23% a, 18% respectivamente).

## Etiología
La causa de la cefalea tipo tensional es desconocida, parece no tener un origen periférico sino posiblemente mixto (central y periférico). Presenta comorbilidad con otras enfermedades como la ansiedad, la depresión o la disfunción témporo-mandibular. 
La cefalea tensional se caracteriza por un cuadro de dolor bilateral y opresivo de leve o moderada intensidad.

## Factores de riesgo
Diversos factores precipitantes pueden causar este tipo de dolores de cabeza en individuos susceptibles:
- Ansiedad
- Estrés
- Problemas de sueño
- Mala salud
- Juventud

## Cuadro clínico
El paciente refiere habitualmente un dolor que rodea la parte alta de la cabeza, ambos temporales o como un peso. La duración de la cefalea es variable, entre unos pocos minutos a varios días y, en general, no se acompaña de otros síntomas ni signos clínicos. La presencia de otras alteraciones, más allá del dolor, pone en duda el diagnóstico.

### Signo y síntomas
Según la tercera edición de la Clasificación Internacional de Trastornos de Dolor de cabeza, los ataques deben cumplir con los siguientes criterios:
- duración de entre 30 minutos y 7 días.

Al menos dos de las siguientes características:
- Ubicación bilateral
- intensidad leve o moderada
- no se agrava por actividades físicas de rutina, como caminar o subir escaleras

Las dos siguientes: 
- No hay náuseas ni vómitos
- Ya sea fotofobia (sensibilidad a la luz brillante) o fonofobia (sensibilidad a los sonidos fuertes).

Los dolores de cabeza tipo tensión pueden ir acompañados de sensibilidad en el cuero cabelludo al presionar manualmente durante un ataque.

## Tratamiento
Para las crisis se usan analgésicos (como el paracetamol) o antiinflamatorios no esteroideos (como el ibuprofeno). Como preventivos el de elección es la amitriptilina, pero otros fármacos como la mirtazapina o la mianserina pueden ser también útiles. No se recomienda el uso de la toxina botulínica.
Igualmente como tratamiento se recomienda beber agua y confirmar que no hay deshidratación. Si los síntomas no se resuelven dentro de una hora para una persona que ha bebido agua, entonces la reducción del estrés podría resolver el problema.

### Ejercicio
La evidencia es compatible con los ejercicios simples de cuello y hombros en la gestión para los dolores de cabeza asociados con el dolor de cuello. Entre ellos se incluyen el estiramiento, fortalecimiento y ejercicios de movimiento. También puede beneficiarse de la combinación de la terapia de estrés, los ejercicios y corrección de la postura.